# مختبرات سانديا الوطنية

شعار مختبرات سانديا الوطنية

 مختبرات سانديا الوطنية "SNL" تأسست عام 1948 في مجال البحث والتطوير وهي مؤسسة تابعة لوزارة الطاقة في الولايات المتحدة الأمريكية.
مختبرات سانديا الوطنية موجودة في عدة مدن منها ألباكركي ونيو مكسيكو ويفرمور وكاليفورنيا.
المهمة الرئيسية هي تطوير وتصنيع واختبار المكونات الغير النووية من الاسلحة النووية بالإضافة لذلك طورت مختبرات سانيدا صواريخ السبر الشبه مدارية مثل صاروخ ستاريبي [الإنجليزية] وستار والتي تستخدم لاختبار نظام الاسلحة البالستية وانظمة الدفاع الصاروخي.
يوجد في مختبرات سانديا الوطنية آلة z التي تعتبر أكبر مصدر للاشعة السينية في العالم.
وفقا للشركة فان حوالي 10000 شخص يعملون في مختبرات سانيدا الوطنية.

## روابط خارجية
- الموقع الرسمي